# Martin Feiden

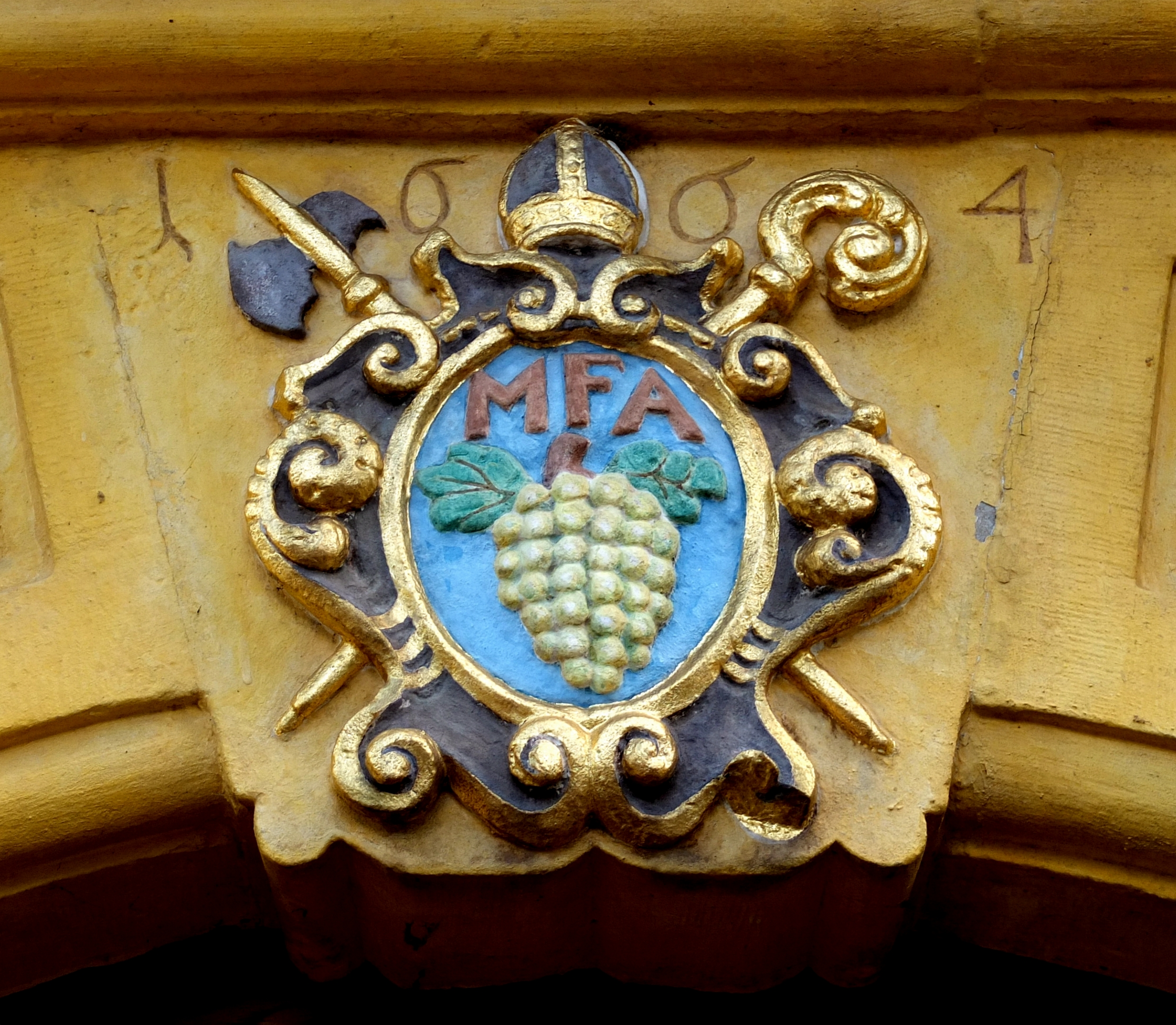
Trier Quirinus Kapelle Wappen MFA

Martin Feiden (* um 1600 in Ediger; † 27. September 1675 in Trier) war ein deutscher Benediktiner und Abt der Benediktinerabtei St. Matthias in Trier.

## Leben
Feiden, über dessen schulische Ausbildung nichts überliefert ist, stammte aus einer wohlhabenden Winzerfamilie aus Ediger an der Mosel. Am 7. Januar 1636 wurde er zur Profess im Benediktinerkloster St. Matthias in Trier zugelassen. Von 1637 bis 1642 war Feiden Küchenmeister, ab Oktober 1643 Propst und 1645 wurde er zum Cellerar in Trier ernannt. Kurze Zeit später ernannte ihn Erzbischof Philipp Christoph von Sötern zum Beichtvater im Kloster St. Irminen in Trier. Am 22. Februar 1649 wurde er zum Abt der Benediktinerabtei St. Matthias gewählt. Noch im gleichen Jahr setzte er sich erfolgreich gegen die von der Trierer Stadtverwaltung im St. Mattheiser Jurisdiktionsbezirk auferlegte Weinsteuer durch.

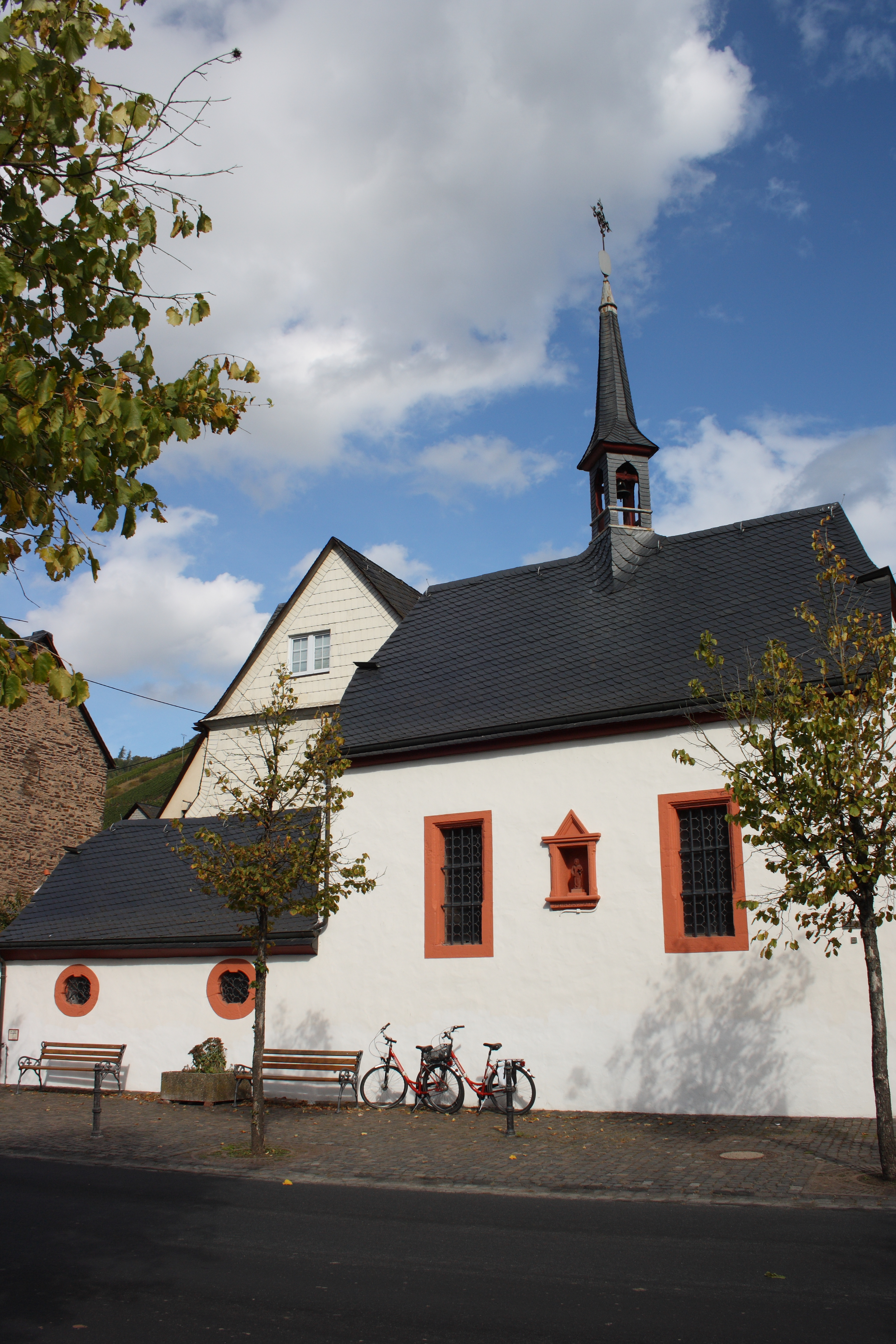
Meinradskapelle in Ediger

Während der Amtszeit von Abt Feiden setzte eine rege Bautätigkeit im Kloster ein, jedoch galten die Um- und Neubauten als statisch unzureichend bemessen und mussten später unter seinem Nachfolger den Abt Cyrill Kersch überholt werden. Das Wappen des auf das Jahr 1664 datierten Schlusssteins oberhalb des Eingangsportals der Quirinuskapelle im Kloster St. Matthias trägt die Initialen MFA für „Martinus Feiden Abbas“.
Am 15. September 1652 assistierte er gemeinsam mit dem Trierer Weihbischof Otto von Senheim und dem Abt der Abtei St. Martin bei der Weihe des Erzbischofs Karl Kaspar von der Leyen. 1654 war Feiden Mitkonsekrator bei der Weihe des Klosters Himmeroder Abtes Johann Post. Von 1655 bis 1656 war Martin Feiden der erste St. Mattheiser Abt, der das Rektorat der Universität Trier bekleidete. Als bedauerlich wurde angesehen, dass Feiden zwar viele neue Einbände mit seinem Wappen (einer hängenden goldenen Traube auf blauem Grund) für die Bibliothek anfertigen ließ, jedoch im Gegenzug dafür die Drucker mit alten Handschriften entlohnte.
Feidens Bruder Hans Meinard, der ihm sehr nahe stand und von Beruf Fassbinder war, lebte bei ihm mit im Kloster. Er ließ in den Jahren 1665/66 in Ediger die Muttergottes-Kapelle „Maria Einsiedeln und St. Meinrad“ erbauen. Feiden, der bis zu seinem Tod am 27. September 1675 Abt geblieben war, fand im nördlichen Querhaus der Abtei St. Matthias am Martinsaltar unter einer Grabplatte seine letzte Ruhestätte.

## Werke
- BundsLade oder Heylthumbskammer. Verlag Bey Hupricht Reulandt, Trier 1650, 71 S.